# Samsung Monte
Samsung Monte (Samsung GT-S5620) — мобильный телефон компании Samsung Electronics, поступивший в продажу в России в марте 2010 года. По заявлениям производителя, это тачскрин-телефон, предназначенный для людей, ищущих аппарат по доступной цене, и отличающийся обширными возможностями работы в социальных сетях.
Телефон является своеобразной вехой в эволюции телефонов, предлагая множество новых сервисов и возможностей в устройстве, обладающем довольно большой на 2010 год производительностью, и доступном массовому потребителю. По внешнему виду и начинке Samsung Monte S5620 можно назвать младшим братом хита продаж 2010 года смартфона Samsung Galaxy S.

«Samsung Monte изготовлен для тех, кто ценит красивый дизайн и впечатляющую производительность по доступной цене»
— Дж. К. Шин, президент и глава мобильного направления Samsung
Модель отличают такие характеристики, как предустановленные приложения для работы с социальными сетями, развитый пользовательский интерфейс, интересный дизайн и расширенные возможности подключения.

## Описание возможностей Samsung Monte S5620
- Пользовательский интерфейс TouchWiz 2.0 Plus
- Встроенный A-GPS-приемник с поддержкой Google Latitude™, Wi-Fi, 3G, Bluetooth
- Акселерометр на приложения: интернет, картинки, видео
- Функция Exchange ActiveSync
- Видеоплеер
- Аудиоплеер
- FM-приемник: RDS, запись эфира, диапазон приема: 87.5-108.0 МГц
- Диктофон, фоторедактор, Англо-Русский и Русско-Английский словарь
- Запись видео: MP4 (320x240)
- Запись аудио: AMR
- Запись изображений: JPEG
- Чтение видео: MP4, 3GP
- Чтение аудио: AAC, AAC+, AMR, I-Melody, MIDI, MP3, WMA
- Чтение изображений: BMP, JPEG, PNG, GIF
- Поддержка кодеков: H.263, H.264, MPEG-4, Xvid
- eBook/eDoc: PDF, DOC, PPT
- JAVA MIDP 2.0 CLDC 1.1
- Браузер: Samsung Dolphin Browser v1.5
- Игры: Millionaire, CaliforniaGold Rush, BrainChalenge Vol. 2, Asphalt 4

## Поддерживаемые интернет-сервисы
В Samsung Monte S5620 поддерживаются сервисы Gmail, YouTube, Google Maps, Google Latitude, Google Sync, uTalk и Exchange ActiveSync. Также телефон может работать с широким спектром социальных сетей: Facebook, MySpace, Twitter и Bebo.
Для Facebook и Twitter имеются виджеты для рабочих столов (в Samsung Monte их три), которые показывают некоторую информацию по учётной записи, количество сообщений и т. д. По клику в виджете можно перейти в соответствующее приложение.
В качестве интернет-браузера используется Dolfin Web 1.5.  Благодаря встроенному в Samsung Monte акселерометру браузер автоматически может поворачивать изображение страницы на дисплее при повороте устройства.

## Технические характеристики
| Характеристики платформы   | Характеристики платформы                                      |
| -------------------------- | ------------------------------------------------------------- |
| Платформа                  | Broadcom BCM2153 или Broadcom BCM2151                         |
| Процессор для приложений   | ARM11 312 МГц                                                 |
| Процессор для коммуникаций | ARM9 208 МГц                                                  |
| Память (ROM)               | 200 МБ                                                        |
| Мультимедиа                |                                                               |
| Экран                      | 3 дюйма, 240x400 пикселей, 262.14 тыс. цветов, WQVGA 16:9     |
| Технология                 | TFT, сенсорный ёмкостный (без поддержки мультитач), VibeZ     |
| Камера основная            | 2048x1536 (3,2 МПикс.), 4-кратный цифровой зум, CIF           |
| Камера фронтальная         | VGA (0,3 МПикс.)                                              |
| Запись видео               | (320x240) H.263, MPEG4, 15 кадров/сек                         |
| Внешний динамик            | есть                                                          |
| Поддерживаемые форматы     | MP3, AMR, WAV, AAC, AAC+, eAAC+, WMA, SP-Midi, i-melody       |
| Мелодии                    | 72-голосная полифония, MP3-мелодии                            |
| Диктофон                   | есть                                                          |
| Радио                      | FM-радиоприемник с поддержкой RDS и записи в формате MP3      |
| Передача данных            |                                                               |
| Интерфейсы                 | USB 2.0, Wi-Fi b/g, Bluetooth 2.1                             |
| Интернет                   | WAP 2.0, GPRS Класс 12, EDGE Класс 12, HSDPA, POP/SMTP-клиент |
| Встроенный GPS-приёмник    | есть, A-GPS                                                   |
| Синхронизация с ПК         | есть                                                          |
| Модем                      | есть                                                          |
| Батареи, питание           |                                                               |
| Аккумулятор                | Li-Ion 1000 мА·ч                                              |
| Время разговора            | 9:40 ч: мин                                                   |
| Время ожидания             | 760:00 ч: мин                                                 |

## Дополнительная информация
- Страна изготовления: Южная Корея, Китай, Вьетнам
- Сертификат соответствия
- Удельный коэффициент поглощения (SAR): 1.02 Вт/кг
- Комплектация — телефон, аккумулятор, зарядное устройство, проводная гарнитура, USB-кабель, инструкция
- Гарантия фирмы производителя: 3 года
- Дата анонса в России: 10 февраля 2010 года в Москве[1]
- Дата начала продаж: 1 марта 2010 года[1]

## Тесты и обзоры
- Обзор, технические характеристики, фотографии и вскрытие Samsung S5620 Monte. goldphone.tv (13 апреля 2010). Дата обращения: 18 января 2012. Архивировано из оригинала 20 октября 2012 года.
- Эльдар Муртазин. Обзор GSM/UMTS-телефона Samsung Monte S5620. mobile-review.com (10 февраля 2010). Дата обращения: 17 января 2012.
- PhoneArena Team. Samsung Monte S5620 Preview (англ.). phonearena.com (9 февраля 2010). — Обзор Samsung Monte S5620 на phonearena.com. Дата обращения: 18 января 2012.

## Похожие модели
- Samsung GT-S5600
- Samsung Star II GT-S5260